# Христо Пържинов
Христо Димитров Пържинов е български революционер, участник в Априлското въстание през 1876 година с четата на Таньо Стоянов.

## Биография
Христо Пържинов е роден през 1847 година в град Охрид. Братовчед е на Иван Абрашев. Дядо му е свещар, който се скарва със събирач на данъци и заедно с Христо го хвърлят във врящия казан с восък, за да се „изпържи да не вампиряса“ – така дошъл семейният прякор Пържинови. Христо Пържинов емигрира в Румъния и работи като файтонджия. Включва се в четата на Таньо войвода. Загубва се на 21 май заедно с Йовчо Кеяпенчев при прехода през горите между Каменово, Равно и Сянов. След разбиването на четата се спасява, но е заловен на охраняван мост. Лежи в затвора заедно с Тотьо Колимечката. Освободен след амнистията, Пържинов заминава за Румъния. Според друга версия Пържинов се скарва с Таньо Стоянов и сам напуска четата и се връща във Влашко.
Пържинов е изпратен в лагера на Българското опълчение от Българското благотворително дружество „Дружба“ в Браила и на 1 май 1877 година влиза в Първа рота на Първа дружина и взима участие в Руско-турската война, като се сражава при Стара Загора, Шипка и Шейново и за героизъм е награден с войнишки орден „Свети Георги“ IV степен №44134 за отбраната на Шипка. Уволнен е на 1 юли 1878 година.
След Освобождението се установява в София, където работи като файтонджия. В 1905 година става съдружник във фурна, а около 1915 година е собственик на мандра в Столник. Умира в 1927 година.
В 1880 година Пържинов се жени за Стефана, с която имат три деца Димитър, Александър и Мария. Александър завършва военно училище и като офицер участва в Балканската и Първата световна война, като загива в 1917 година на Македонския фронт. Димитър завършва медицина във Виена.
В 1923 година е обявен за почетен гражданин на Габрово.